# Parrainage
Pour les articles homonymes, voir parrainage (agriculture et élevage) et  parrainage (entreprise).
Le parrainage est une cérémonie au cours de laquelle deux personnes, le parrain ou la marraine et le filleul ou la filleule, s'engagent à se soutenir moralement pour suivre des règles d'intégration dans une famille, équipe ou communauté ; par extension, une relation de parrainage peut impliquer une personne (physique ou morale) et une unité militaire ou un navire (cela peut donner lieu à une cérémonie religieuse).

## Parrainage chrétien
Le parrainage est un engagement à soutenir leur filleul dans sa vie chrétienne pour l’aider à grandir dans la foi. Cette fonction est présente dans le catholicisme , le christianisme orthodoxe , et certaines dénominations protestantes (anglicanisme, luthéranisme, presbytérianisme, méthodisme) .

## Corpus juris civilis
Selon le Corpus juris civilis, le sens du parrainage est un service qui doit être effectué par un individu qui a une dette, pour décharger la mère ou le père d'un enfant en particulier, et le parrainage d'un ou plusieurs enfants du couple est un type d'impôt bénévole accordé à la Famille du couple tout au long de leur vie. Il a eu une connotation de servitude volontaire (un hommage particulier) que possède un individu particulier par rapport à une famille donnée.
Le parrainage, au cours de la féodalité en Europe, était défini comme un moyen par lequel le serviteur ou vassal trouvé pouvait rembourser une dette envers le suzerain devant l'Église, et cet hommage à la création, de soins et d'attention à l'un des enfants du couple à être servi tout au long de la vie.

## Parrainage civil

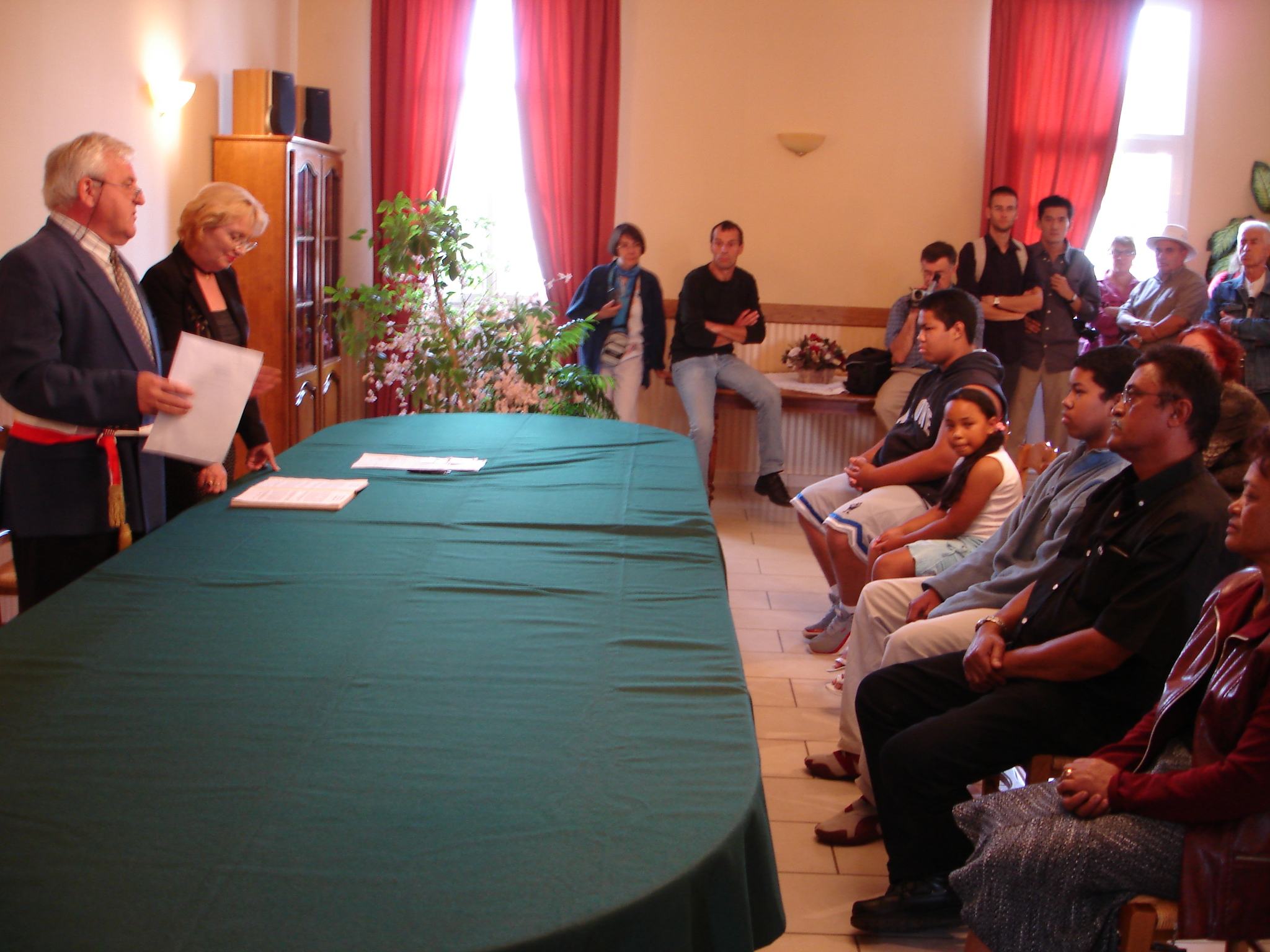
Parrainage républicain d'une famille d'étrangers en situation irrégulière malgaches en 2006, dans la mairie de Belleu (Aisne).

### Histoire
En France, le parrainage civil (ou baptême républicain) remonte à la loi du 20 prairial, an II (8 juin 1794) relative aux actes d'état civil, réservés aux municipalités. 
Il tombe en désuétude au XIXe siècle, mais retrouve, en 1989, de la vigueur lors des commémorations du bicentenaire de la Révolution française (par exemple à Garges-lès-Gonesse, en Val-d'Oise), ce qui le replace bien historiquement comme un acte républicain.
Le parrainage républicain s'est développé au début du XXIe siècle, comme une forme de soutien aux étrangers en situation irrégulière, notamment sous l'impulsion du Réseau éducation sans frontières (RESF).

### Formalités
En France, il relève de la coutume : aucune loi ne le prévoit. Les municipalités ne sont pas obligées de le pratiquer, ne peuvent les enregistrer sur les mêmes registres que les autres actes d'état-civil. Cependant, elles sont autorisées à les célébrer, et à en tenir un registre séparé. L'acte de parrainage n'a aucune valeur légale.
En conséquence, aucune condition d'âge n'est exigée (à Nantes, on demande que le parrain ait au moins 13 ans, âge du discernement selon la feuille de 1999).
Il est conseillé de désigner le parrain comme tuteur par voie de testament notarié ou sous-seing privé (article 398 du code civil) s'il s'agit de la raison pour laquelle il (elle) a été choisi(e).

## Parrainage électoral
Signature des maires en vue d'une participation à l’élection présidentielle, par exemple.

## Parrainage pour l'emploi (France)
En France, le parrainage pour l’emploi a pour objet l’accès à l’emploi et/ou son maintien. Il est destiné aux personnes ayant des difficultés d’insertion professionnelle. Son fonctionnement se base sur le fait que le parrain (un(e) bénévole) qui généralement est une personne salariée, retraitée ou ayant une expérience professionnelle, apporte son aide au bénéficiaire du parrainage. Un engagement réciproque constant entre toutes les parties prenantes est essentiel pour la réussite du parrainage.

## Parrainage marketing
Au départ, le parrainage était surtout proposé par des startups pour leur permettre de croître à moindre frais. Le cas le plus connu est celui de Dropbox qui a vu sa croissance augmenter de 60% grâce au parrainage. Plus tard, cette pratique a pris le nom de "growth hacking" en anglais.
Le parrainage est devenu une véritable discipline marketing, puisqu'il permet une publicité par propagation de qualité et à faible coût.
Les sites de ventes privées, ainsi que des services en bêta test utilisent même cette technique de façon exclusive. L'adhésion de nouveaux utilisateurs ne peut se faire que par l'intermédiaire d'un membre. Ce modèle marketing joue sur le sentiment d'appartenir à un club restreint d'heureux privilégiés, en contrepartie d'une expansion ralentie.
Les banques en ligne surfent sur ce mode de développement pour recruter de nouveaux clients. Des sites spécialisés dans le parrainage ont même vu le jour. Ces plateformes indépendantes référencent plusieurs centaines d'offres et proposent de mettre en relation une communauté parrains et des filleuls qui ne se connaissent par forcément pour que tous deux puissent profiter d'avantages exclusifs.   Dans le principe du parrainage, en général, l'entreprise qui met en place une offre de parrainage récompense les clients qui lui présentent leurs proches, et font également bénéficier ces futurs clients d'un bonus fortement incitatif.
Le parrainage existe aussi aujourd'hui dans le domaine des télécoms et des fournisseurs d'énergie. Chaque société promet au parrain une réduction sur ses prochaines factures. Le filleul quant à lui reçoit souvent le même avantage.

## Parrainage humanitaire
Le parrainage humanitaire consiste à subvenir aux besoins d'un enfant en difficultés en lui permettant ainsi de rester dans son milieu familial. 
Ce parrainage se fait en général grâce à des relations entre deux personnes à travers une association qui s'assure du bon emploi des fonds versés au service de l'enfant.
Le parrainage offre une alternative à l'adoption dans un pays étranger, qui supposerait la rupture des liens de l'enfant adopté avec sa famille, sa culture et son pays.
Le parrainage peut concerner un soutien direct à un enfant démuni dans le monde, ou bien une correspondance liée à un don mutualisé, auprès de plusieurs enfants, d'une communauté, d'un projet. 
Les premières actions de parrainage humanitaire sont apparues aux États-Unis dès 1938 avec China’s Children Fund (CCF) devenue ChildFund International qui a été créée pour aider les enfants déplacés par la guerre sino-japonaise et après la Seconde Guerre mondiale avec World Vision fondée en 1950. 
Aujourd'hui, il existe de nombreuses associations de parrainage parmi lesquelles on peut citer Un enfant par la main, La Cause (fondation protestante), Plan France, SOS Villages d'enfants, Partage, Enfants d'Asie, Aide et Action ou encore Apres School, qui sont regroupés au sein du Mouvement d'associations pour promouvoir le parrainage d'enfants (Parmonde) ou encore Solidarité laïque, Enfants du Mékong.
Le parrainage peut également consister en un soutien de proximité pour un enfant en difficultés sociales ou familiales, appelé parrainage de proximité.
De nombreuses associations, souvent méconnues, proposent des parrainages fondés sur la relation de proximité entre parrain et parrainé.

## Parrainage militaire
Certains régiments ou bataillons ont un parrain ou une marraine. En France, par exemple : 
- le 19e régiment du génie (19e RG), basé à Besançon, a pour marraine[14],[15],[16] la « duchesse d'Anjou », Marie-Marguerite de Bourbon.
- Le 12e régiment de cuirassiers, basé à Olivet, a pour parrain[17] Vincent Moscato, ancien joueur international français de rugby à XV.
- Le 1er régiment d'artillerie, basé à Bourogne, a pour marraine[18] la chanteuse Shy'm.
- Le 40e régiment de transmissions, basé à Thionville, a pour parrain[19] l'animateur Stéphane Bern.
- La Légion étrangère n'a eu que deux marraines dans son histoire, la princesse Leïla Hagondokoff, comtesse de Luard, marraine du 1er régiment étranger de cavalerie en 1943, en récompense de ses actions et de son dévouement pour les blessés légionnaires durant la Seconde Guerre mondiale[20] et depuis 2019, Marie-Laure Buisson qui est la marraine du 4e régiment étranger (et légionnaire de 1re classe à titre honoraire), en récompense des actions de solidarité qu'elle a menées pour les blessés et les anciens légionnaires[20].